# 海老原直
海老原 直（えびはら すなお、1917年（大正6年）2月28日 - 1981年（昭和56年）5月29日）は、昭和時代の日本の作曲家。

## 生涯
宮崎県の生まれ。東京音楽学校卒業後、豊島師範（後の東京第二師範学校、現在の東京学芸大学学芸学部）を経て宮崎師範（現在の宮崎大学学芸学部）に移動後、学校で生徒に音楽を教える。小中学校の校歌を200曲以上作曲し、独唱曲を20曲以上作曲し、音楽の指導者として生涯を捧げた。また合唱の指導にも携わり、1950年（昭和25年）には故郷の宮崎県合唱連盟の理事長に就任した。
代表的な作品として『日向民謡による合唱曲集』などがある。